# Глауберман, Илья Львович
Илья Львович Глауберман (24 марта 1934, Днепропетровск, УССР — 23 июля 2021, Дюссельдорф, Германия)  — советский и украинский музыковед, педагог, камерный певец.

## Биографические сведения
В 1950-х годах окончил Академическое музыкальное училище при Московской консерватории (теоретический отдел).
В Одесской консерватории начинал образование как вокалист, ученик  А. Н. Благовидовой, закончил 1963 г. как музыковед по классу А. Л. Когана.
В 1964-2005 преподавал музыкально-теоретические дисциплины в Харьковском музыкальном училище им. Б. Н. Лятошинского. Инициировал проведение ежегодных студенческих научных конференций. Параллельно до 1986 г. преподавал на кафедре теории музыки Харьковского института искусств им. И.  П. Котляревского.
Среди учеников музыковеды А. А. Александрова (Верба), М. Ю. Борисенко (Скирта), Т. Е. Колесник (Станковва) и др.
В 1960-е годы выступал как пианист-концертмейстер в гастрольных концертах Харьковского оперного театра, в основном в ансамбле с Л. Г. Цуркан.
С 2015 жил в Дюссельдорфе (Германия).
Скончался 23 июля 2021 года.

## Основные труды
- Глауберман И. Л. Полифония в двухголосных Инвенциях И. С. Баха. — Харьков: Стиль-Издат, 2004.
- Глауберман И. Л. Основы изучения музыкальных произведений: Монография / Под обш. ред. А. А. Вербы. — Харьков: СПД ФЛ Бровин А.В., 2009. — 123 c.

## Семья
- Жена — певица Людмила Цуркан (1934-2019), заслуженный деятель искусств Украины, профессор.
- Дочь — театровед Мария Цуркан.
- Зять — композитор Александр Гринберг (род. 1961).